# Porsanger-Halbinsel
Koordinaten: 70° 30′ 0″ N, 24° 40′ 12″ O
Die Porsanger-Halbinsel (norwegisch: Porsangerhalvøya) ist eine große Halbinsel in der norwegischen Provinz (Fylke) Finnmark. Sie liegt zwischen dem Altafjord im Westen und dem Porsangerfjord im Osten. Verwaltungsmäßig gehört die Halbinsel zu den Kommunen Alta, Kvalsund, Måsøy, Nordkapp und Porsanger.

## Landschaft
Insbesondere die Westküste ist durch eine Anzahl von Fjorden gegliedert, darunter als größte der 13 km lange Repparfjord, der 20 km lange Revsbotn und der 11 km lange Snefjord (auch Snøfjord). Im Norden schneidet der 20 km lange Kobbefjord weit in die Halbinsel hinein.

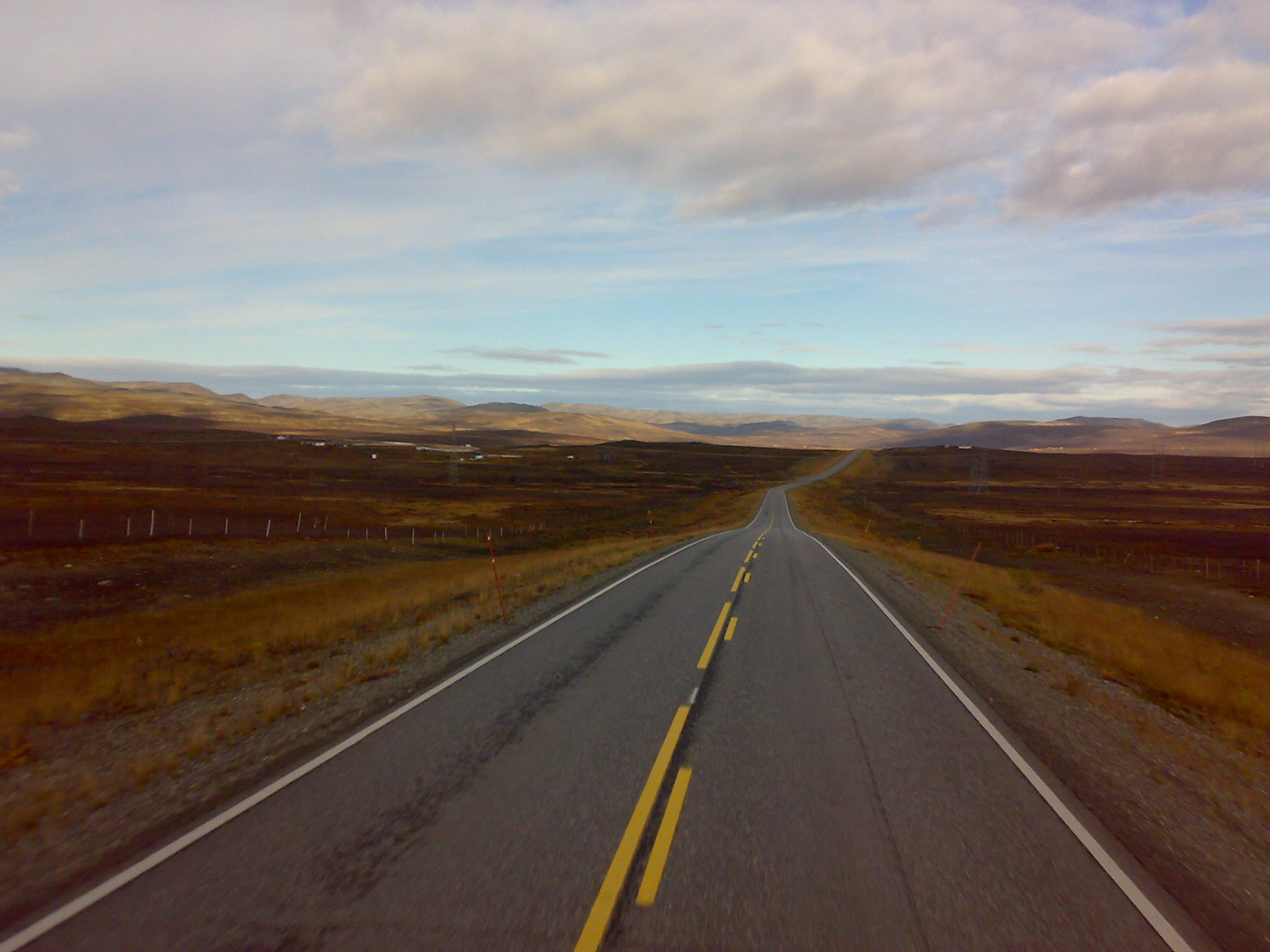
Die Europastraße 6 zwischen Alta und Kvalsund auf der Porsanger-Halbinsel

Die Landschaft ist eine weitgehend baumlose Hochebene mit zahlreichen kleinen Seen, die im Süden in die Finnmarksvidda übergeht. Der Stabbursdalen-Nationalpark befindet sich östlich von Alta am südöstlichen Ende der Halbinsel.

## Verkehr

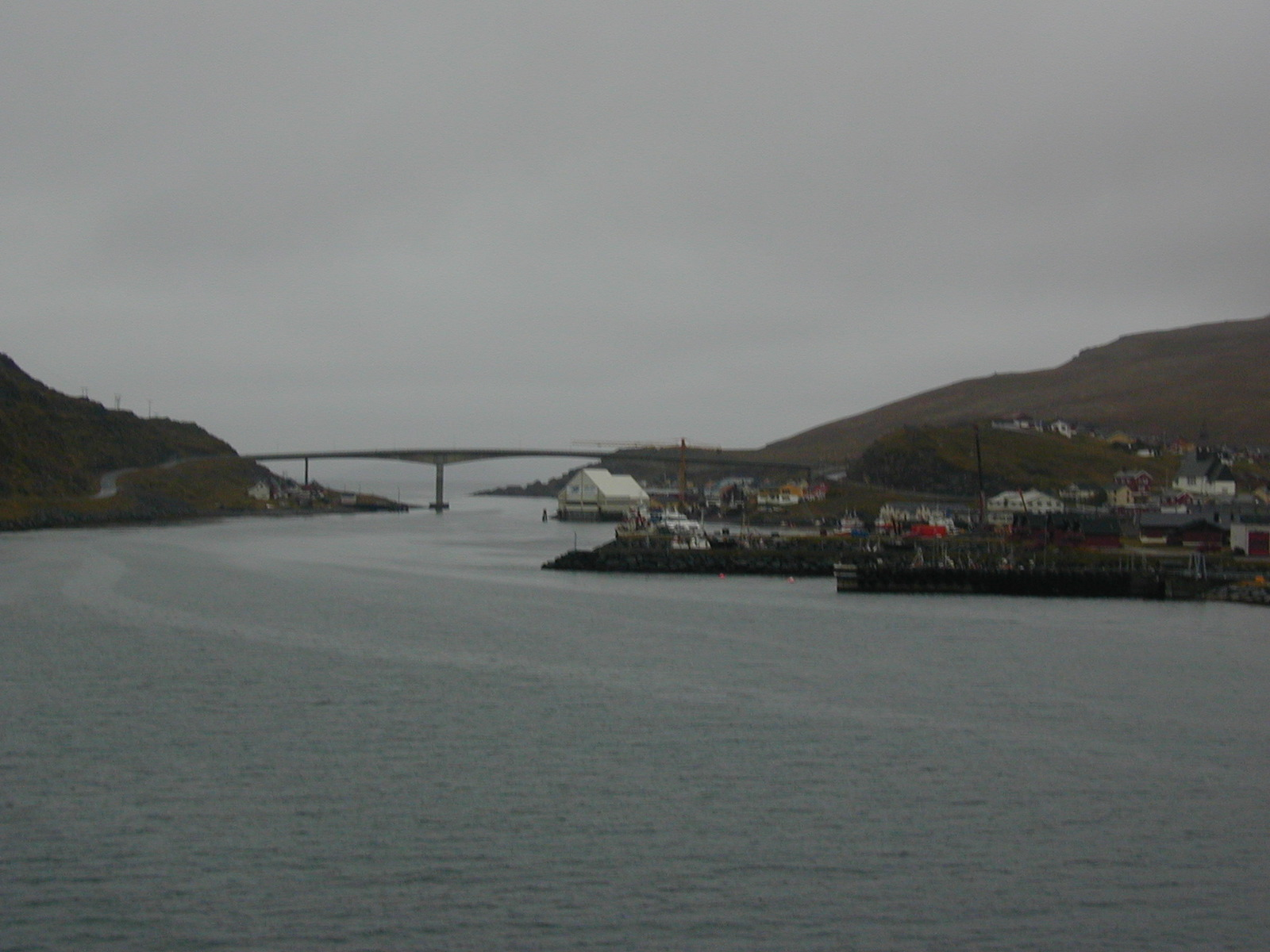
Havøysund und die Havøysundbrücke

Nur wenige Straßen verlaufen auf der Halbinsel. Die Europastraße 6 verläuft in einem langgezogenen Nord-Süd-Bogen durch den südlichen Teil der Halbinsel; wo sie im Norden umbiegt, schließt sich die noch Nordosten verlaufende Europastraße 69 an, die am Nordostende der Halbinsel durch den Nordkaptunnel auf die Insel Magerøya und zum dortigen Nordkap führt. Etwa 30 km nördlich von Alta zweigt der Fylkesvei (Provinzstraße) 883 nach Westen zum Ostufer des Altafjords ab, dem sie dann nach Norden bis zum Südufer des Korsfjords folgt. Etwa 70 km weiter nördlich zweigt westlich der Riksvei 94 nach Hammerfest auf der Insel Kvaløya ab. Und etwa 4 km nördlich der Abzweigung der E69 von der E6 biegt der Fylkesvei 889 nach Nordwesten ab und führt bis ans äußerste Nordwestende der Halbinsel und dort über die Havøysundbrücke nach Havøysund.

## Geschichte
Während des Zweiten Weltkrieges richteten deutsche Truppen auf der Halbinsel eine Verteidigungsstellung mit Geschützen, Gräben und Baracken ein. Abgesehen von Übungsschüssen kamen die Geschütze hier jedoch nicht zum aktiven Einsatz.